# Solna
För andra betydelser, se Solna (olika betydelser).
Solna är all bebyggelse inom Solna kommun. Bebyggelsen ingår i tätorterna Stockholm (huvuddelen) samt Upplands Väsby och Sollentuna (Sörentorp). Solna är kommuncentrum (centralort) för Solna kommun.

## Namnet
Namnet Solna är tidigast belagt 1305 som Solnö. Förledet är Soln, 'sol' vilket ger tolkningen 'den solbelysta ön'. Efterledet har sitt ursprung i den tid då en del av dagens Solna var en stor ö som sträckte sig från nuvarande Bällstaviken och Råstasjön i väster till Stora Värtan i öster.

## Stadsdelar
Solna är uppdelat i ett antal områden, som på kommunens officiella översiktskarta (2005, skala 1:4000) dock kallas ”trakter”:
- Bergshamra
- Haga
- Hagalund
- Huvudsta
- Järva
- Råsunda
- Skytteholm
- Ulriksdal

Gränserna mellan trakterna är dock ofta inte allmänt kända, utan i stället är det ytterligare områdesnamn som de boende i Solna associerar sig med. En mer omfattande lista över områden är följande (där vissa områden dock ingår i andra):
- Agnesberg (ingår i trakten Järva)
- Arenastaden (ingår i trakten Järva)
- Bagartorp (ingår i trakten Järva)
- Ballongberget (ingår i trakten Järva)
- Filmstaden (ingår i trakten Råsunda)
- Frösunda (ingår i trakten Järva)
- Ingenting (ingår i trakten Huvudsta)
- Järvastaden (ingår i trakten Järva)
- Karlberg (ingår i trakten Huvudsta)
- Kungshamra (ingår i trakten Bergshamra)
- Ritorp (ingår i trakten Järva)
- Rudviken (ingår i Hagalund)
- Råstahem (ingår i trakten Järva)
- Solna Business Park (ingår i trakten Skytteholm)
- Solna kyrkby (ingår i trakten Haga)
- Solna strand (ingår i trakten Huvudsta)
- Stocksundstorp (ingår i trakten Bergshamra)
- Vasalund (ingår i trakten Råsunda)
- Västra skogen (ingår i trakten Huvudsta)

## Kollektivtrafik
Solna ligger centralt i Stockholms län, med sitt läge nära Stockholms innerstad. Redan 1904 nådde spårvagnarna Haga. Spårvägsbolagets dotterbolag Råsunda Förstadsaktiebolag uppförde bebyggelse längs linjen för att få bättre trafikunderlag till spårvagnarna. Linjen förlängdes successivt genom hela Solna och till Sundbyberg. Spårvagnstrafiken lades ned 1959, för att återkomma 54 år senare då Tvärbanan förlängdes från Alvik till Solna centrum hösten 2013. 1975 kom tunnelbanan till Solna. Det finns sex tunnelbanestationer inom kommunen, Solna Centrum, Västra skogen, Huvudsta, Solna strand, Bergshamra samt stationen Näckrosen som är delad med Sundbyberg. Det finns två pendeltågsstationer, Solna och Ulriksdal. Ett omfattande busslinjenät förbinder vidare Solna med dess grannkommuner. 
I Solna låg också Råsundahallen som var en av spårvägens vagnhallar och Stockholms Nya Spårvägsaktiebolags och från 1917 AB Stockholms Spårvägars huvudverkstad åren 1909–1959.
Sedan 1916 finns i kommunen Hagalundsdepån, numera norra Europas största anläggning för underhåll av järnvägsfordon.

## Byggnader och områden
I alfabetisk ordning
- Charlottenburg (hembygdsgård)
- Confidencen (teater)
- Edsviken
- Gamla Filmstaden
- Gustav III:s paviljong
- Hagaparken
- Haga tingshus
- Huvudsta Centrum
- Huvudsta gård
- Huvudsta gamla slott
- Karlbergs slott
- Mall of Scandinavia
- Norra begravningsplatsen

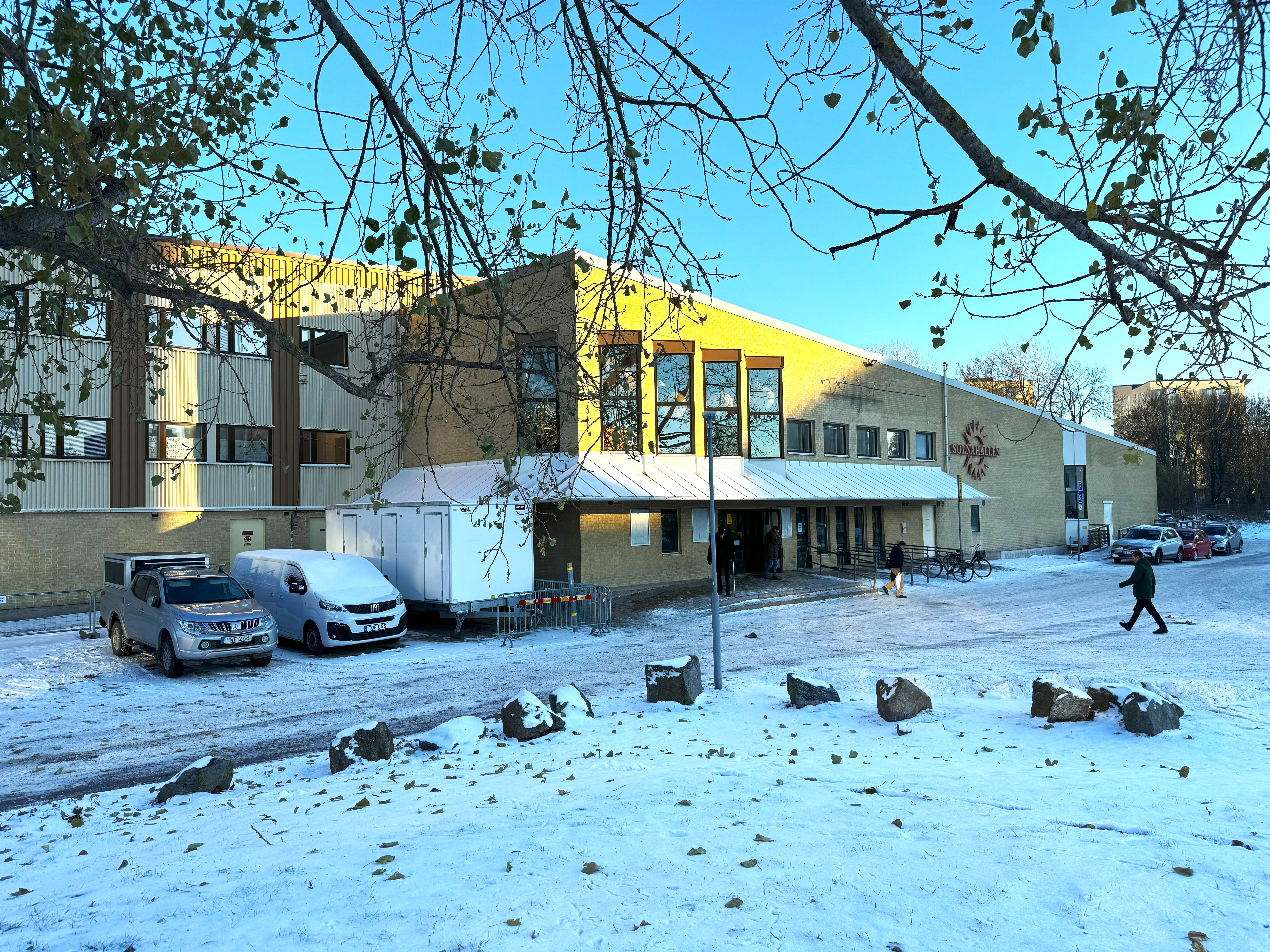
Solnahallen

- Olle Olsson-huset (konsthall och museum)
- Råstasjön
- Solna Centrum
- Solnahallen
- Solna kyrkby
- Stallmästaregården
- Strawberry Arena
- Svanen 1
- Ulriksdals slott
- Ulriksdals Wärdshus
- Överjärva gård

## Sport

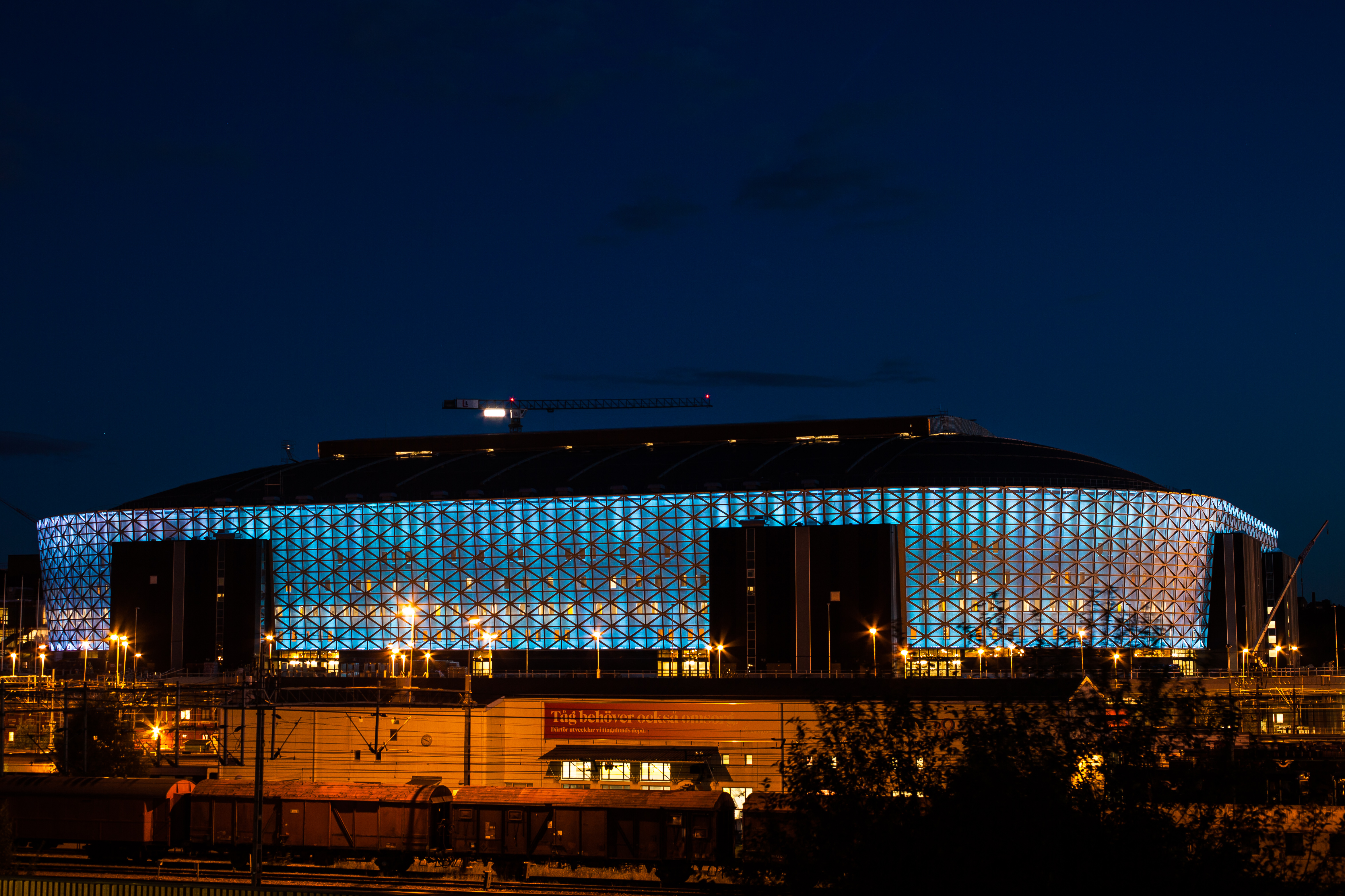
Friends arena (nuvarande Strawberry Arena)

- Strawberry Arena, (tidigare Friends Arena), nationalarena för svensk fotboll (från november 2012), ligger i Solna.[4]
- Råsunda Stadion, tidigare nationalarena för svensk fotboll, riven 2013
- AIK, en av Sveriges största idrottsföreningar
- Vasalunds IF - Spelar på Skytteholms IP
- Solna Vikings är ett av topplagen i Svenska basketligan.
- STU Northside Bulls är ett av topplagen i Svenska Superserien.
  - Solna Chiefs är STU Northside Bulls ena juniorlag.
- Solna Scoutkår
- IFK Bergshamra - Spelar på Bergshamra IP
- Solna HC - Spelar i Ritorps Ishall

## Kända personer från/i Solna
Se även Personer med anknytning till Solna
| - Kodjo Akolor - Bor, men inte född i Solna - Therese Alshammar - Född i Solna - Magnus Demervall (fd Andersson) - Tidigare bosatt i Solna - Anna Book - Bor, men inte född i Solna - Robert Broberg - Född och uppvuxen i Solna - Steve Angello - Född och uppvuxen i Solna - Sebastian Ingrosso - Född och uppvuxen i Solna - Alex Moreno - Född och uppvuxen i Solna - Carl XVI Gustaf - Född i Solna - Görel Crona - Bor, men inte född i Solna - Prins Daniel - Bor, men inte född i Solna - David Druid - Bor, men inte född i Solna - Prinsessan Estelle - Född och bor i Solna - Thorsten Flinck - Född och uppvuxen i Solna - Tilde Fröling - Bor, men inte född i Solna - Gert Fylking - Uppvuxen i Solna - Jytte Guteland - Har bott i Solna - Annika Hagström - Uppvuxen i Solna - Kurt Hamrin - Född och uppvuxen i Solna - Svenne Hedlund - Född i Solna. - Anki Larsson - Bor, men inte född i Solna - Babben Larsson - Bor, men inte född i Solna - Lars Leijonborg - Uppvuxen i Solna - Pär Lernström - Bor, men inte född i Solna - Britt Lindeborg - Föddes i Solna - Sara Lindh - Bor, men inte född i Solna - Leila Lindholm - Uppvuxen i Solna - Stephen Lindholm - Född i Solna - Rasmus Lindvall - Född i Råsunda, Solna - Stig Malm - Bor, men inte född i Solna - Thabo Motsieloa - Uppvuxen i Solna - The Nomads - bildades 1980 i Solna - Anders Parmström - Född och uppvuxen i Solna - Leif G.W. Persson - Bor, men inte född i Solna - Christer Petterson - Född i Solna - Ester Ringnér-Lundgren - författare som bodde i Solna från 1940-talet. - Keke Rosberg - Född i Solna - Marcus Schenkenberg - Internationell supermodell - Joel Spira - Född och bor i Solna - Björn von Sydow - Född och bor i Solna - Marita Ulvskog - Bor, men inte född i Solna (Bosatt för tillfället i Bryssel) - Kronprinsessan Victoria - Född och bor i Solna - Robert Wells - Uppvuxen i Solna - Jerry Williams - Född i Solna - Jean-Pierre Barda - Bor, men inte född i Solna - Ankie Bagger - Född i Solna - Alexander Isak, fotbollsspelare - Anna Book - Carl XVI Gustaf - Thorsten Flinck - Gert Fylking - Jytte Guteland - Leif G.W. Persson - Marita Ulvskog - Robert Wells - Jerry Williams |